# Лівезь (Мехедінць)
Лівезь, Лівезі (рум. Livezi) — село у повіті Мехедінць в Румунії. Входить до складу комуни Флорешть.
Село розташоване на відстані 254 км на захід від Бухареста, 26 км на північний схід від Дробета-Турну-Северина, 86 км на північний захід від Крайови.

## Населення
За даними перепису населення 2002 року у селі проживали 85 осіб, усі — румуни. Усі жителі села рідною мовою назвали румунську.